# Трновська Вас (община)
Община Трновська Вас (словен. Občina Trnovska vas) — одна з общин Словенії. Адміністративним центром є місто Трновська Вас.

## Населення
У 2011 році в общині проживало 1341 осіб, 680 чоловіків і 661 жінок. Чисельність економічно активного населення (за місцем проживання), 546 осіб. Середня щомісячна чиста заробітна плата одного працівника (EUR), 778,99 (в середньому по Словенії 987.39). Приблизно кожен другий житель у громаді має автомобіль (49 автомобілі на 100 жителів). Середній вік жителів склав 39,1 роки (в середньому по Словенії 41.8). 